# Oncocnemis manitoba
Oncocnemis manitoba är en fjärilsart som beskrevs av Mcdunnough 1941. Oncocnemis manitoba ingår i släktet Oncocnemis och familjen nattflyn. Inga underarter finns listade i Catalogue of Life.